# Коломийченко, Михаил Сидорович
Михаил Сидорович Коломийченко (19 ноября 1892, Шпола — 30 мая 1973, Киев) — украинский советский хирург, профессор (с 1936 года), Заслуженный деятель науки УССР (с 1954 года). Брат оториноларинголога Алексея Коломийченко.

## Биография
Родился 7 (19 ноября) 1892 года в городе Шполе (Черкасской области) в крестьянской семье. В 1919 году окончил медицинский факультет Киевского университета (ученик профессоров Е. Г. Черняховского, Г. М. Волковича, академика А. П. Крымова). В 1920-1935 годах работал в Киевском медицинском институте, в 1936-1955 годах заведовал кафедрой хирургии Киевского института усовершенствования врачей. С 1955 года — заведующий кафедрой общей хирургии Киевского медицинского института. Участник Великой Отечественной войны. Член ВКП(б) с 1948 года.
С 1919 года жил в Киеве по улице Рейтарской, 17. Умер 30 мая 1973 года. Похоронен в Киеве на Байковом кладбище (участок № 2).

## Научная деятельность
Автор более 130 научных трудов, в том числе 5 монографий. Научное направление — хирургия пищевода, желудка, поджелудочной железы, неотложная помощь: в том числе патологии пищевода. Первым на Украине выполнил сложные пластические операции по созданию искусственного пищевода из тонкой и толстой кишок.

## Награды
Награждён двумя орденами Ленина, двумя орденами Трудового Красного Знамени, орденами Отечественной войны I и II степеней, Октябрьской Революции, «Знак Почета», медалями.